# 세르비아 군정청
세르비아 군정청(독일어: Militärbefehlshabers in Serbien 밀리테르버발퉁 인 세르빈[*])은 제2차 세계 대전 당시 1941년 4월 나치 독일이 유고슬라비아 왕국을 침공(유고슬라비아 침공)하여 유고슬라비아를 해체시키고 그 자리에 설치한 지배기구이다. 위치를 따지면 중앙세르비아와 코소보 북부 일부, 바나트가 관할 지역이었다.